# Sargiin Gobi (meteoryt)
Sargiin Gobi – meteoryt żelazny należący do oktaedrytów gruboziarnistych typu IAB znaleziony 8 sierpnia 1964 roku w ajmaku środkowogobijskim. Masa tego meteorytu obecnie wynosi 17,5 kg.